# (3792) Preston
(3792) Preston (1985 FA) – planetoida z pasa głównego asteroid okrążająca Słońce w ciągu 3,47 lat w średniej odległości 2,29 j.a. Odkryli ją Carolyn i Eugene Shoemaker 22 marca 1985 roku.